# Kursk

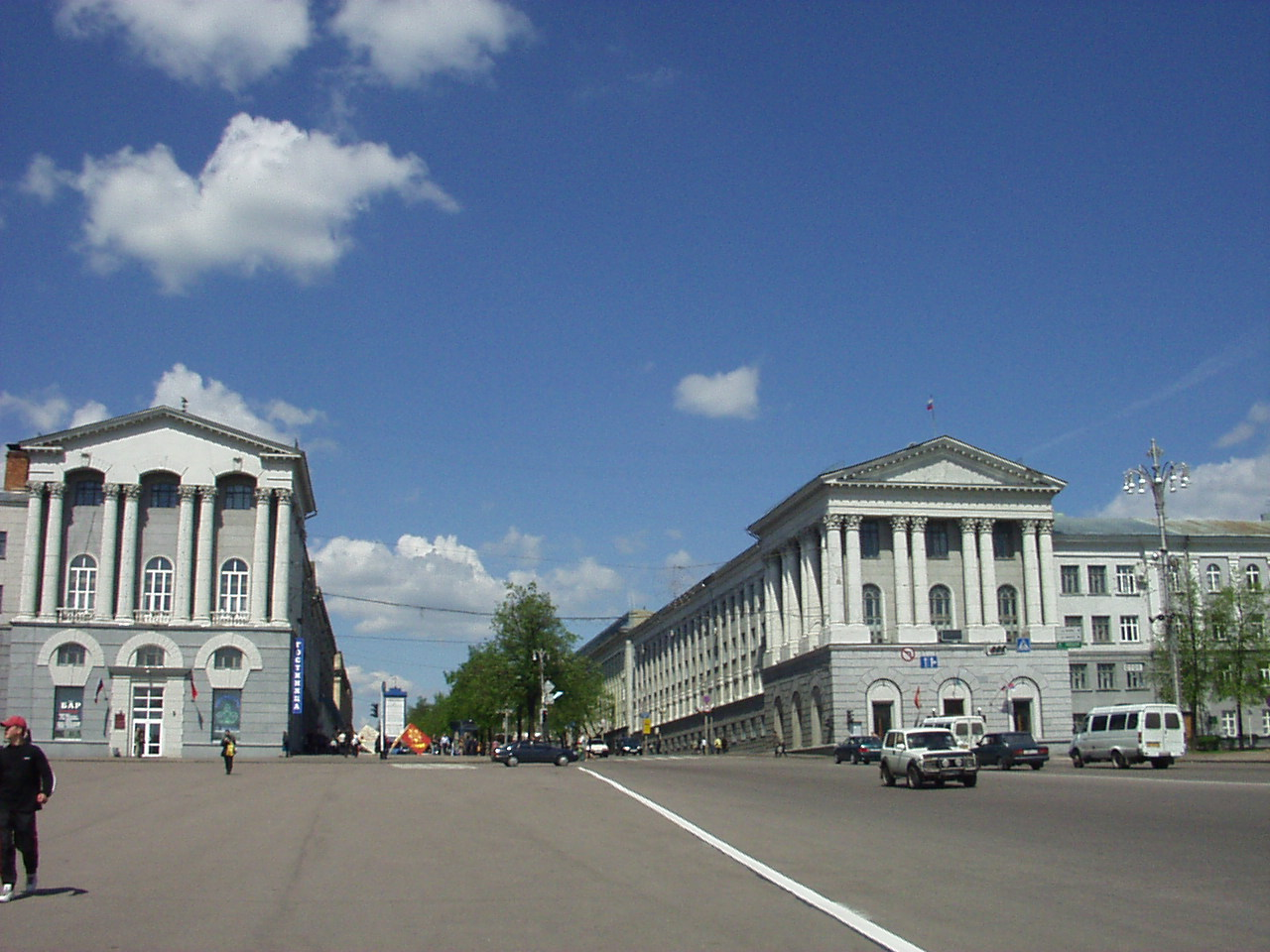
Quảng trường đỏ ở thành phố Kursk

Kursk là một thành phố ở miền trung nước Nga. Thủ phủ của tỉnh Kursk (Kypckaя областб). Toạ độ: 51°48' vĩ bắc, 36°06' kinh đông. Dân số 441.000 người (thống kê 2001). Địa điểm dân cư được thành lập từ năm 1032 trở thành thành phố từ năm 1771. Trong thập niên 1860 mới chỉ là đầu mối giao thông đường sắt đến cuối thế kỷ 19 đã là một trung tâm công nghiệp lớn.
Có 3 quận nội thành: Trung tâm, Đường sắt và Xeimski.
Nơi đây vào mùa hạ năm 1943 đã diễn ra Trận Vòng cung Kursk nổi tiếng trong lịch sử Thế chiến thứ hai.

## Khí hậu
| Dữ liệu khí hậu của Kursk               | Dữ liệu khí hậu của Kursk | Dữ liệu khí hậu của Kursk | Dữ liệu khí hậu của Kursk | Dữ liệu khí hậu của Kursk | Dữ liệu khí hậu của Kursk | Dữ liệu khí hậu của Kursk | Dữ liệu khí hậu của Kursk | Dữ liệu khí hậu của Kursk | Dữ liệu khí hậu của Kursk | Dữ liệu khí hậu của Kursk | Dữ liệu khí hậu của Kursk | Dữ liệu khí hậu của Kursk | Dữ liệu khí hậu của Kursk |
| Tháng                                   | 1                         | 2                         | 3                         | 4                         | 5                         | 6                         | 7                         | 8                         | 9                         | 10                        | 11                        | 12                        | Năm                       |
| --------------------------------------- | ------------------------- | ------------------------- | ------------------------- | ------------------------- | ------------------------- | ------------------------- | ------------------------- | ------------------------- | ------------------------- | ------------------------- | ------------------------- | ------------------------- | ------------------------- |
| Cao kỉ lục °C (°F)                      | 7.5 (45.5)                | 9.5 (49.1)                | 18.9 (66.0)               | 28.1 (82.6)               | 32.6 (90.7)               | 36.5 (97.7)               | 37.2 (99.0)               | 38.8 (101.8)              | 33.0 (91.4)               | 26.8 (80.2)               | 17.7 (63.9)               | 10.2 (50.4)               | 38.8 (101.8)              |
| Trung bình ngày tối đa °C (°F)          | −3.5 (25.7)               | −2.6 (27.3)               | 3.1 (37.6)                | 12.9 (55.2)               | 20.0 (68.0)               | 23.5 (74.3)               | 25.5 (77.9)               | 24.8 (76.6)               | 18.3 (64.9)               | 10.6 (51.1)               | 2.5 (36.5)                | −2.1 (28.2)               | 11.1 (52.0)               |
| Trung bình ngày °C (°F)                 | −5.9 (21.4)               | −5.5 (22.1)               | −0.3 (31.5)               | 8.2 (46.8)                | 14.8 (58.6)               | 18.4 (65.1)               | 20.3 (68.5)               | 19.4 (66.9)               | 13.5 (56.3)               | 6.9 (44.4)                | 0.1 (32.2)                | −4.3 (24.3)               | 7.1 (44.8)                |
| Tối thiểu trung bình ngày °C (°F)       | −8.3 (17.1)               | −8.2 (17.2)               | −3.4 (25.9)               | 3.9 (39.0)                | 9.8 (49.6)                | 13.5 (56.3)               | 15.4 (59.7)               | 14.4 (57.9)               | 9.3 (48.7)                | 3.8 (38.8)                | −2.0 (28.4)               | −6.6 (20.1)               | 3.5 (38.3)                |
| Thấp kỉ lục °C (°F)                     | −34.5 (−30.1)             | −35.3 (−31.5)             | −32.6 (−26.7)             | −15.6 (3.9)               | −6.1 (21.0)               | 0.4 (32.7)                | 6.1 (43.0)                | 1.9 (35.4)                | −3.9 (25.0)               | −17.4 (0.7)               | −25.0 (−13.0)             | −32.7 (−26.9)             | −35.3 (−31.5)             |
| Lượng Giáng thủy trung bình mm (inches) | 47 (1.9)                  | 41 (1.6)                  | 45 (1.8)                  | 41 (1.6)                  | 56 (2.2)                  | 65 (2.6)                  | 78 (3.1)                  | 47 (1.9)                  | 63 (2.5)                  | 58 (2.3)                  | 44 (1.7)                  | 47 (1.9)                  | 632 (24.9)                |
| Số ngày mưa trung bình                  | 9                         | 8                         | 9                         | 15                        | 16                        | 17                        | 17                        | 13                        | 16                        | 16                        | 14                        | 11                        | 161                       |
| Số ngày tuyết rơi trung bình            | 23                        | 21                        | 15                        | 4                         | 0.4                       | 0                         | 0                         | 0                         | 0.4                       | 3                         | 13                        | 22                        | 102                       |
| Độ ẩm tương đối trung bình (%)          | 86                        | 83                        | 78                        | 66                        | 61                        | 68                        | 69                        | 67                        | 74                        | 80                        | 87                        | 87                        | 76                        |
| Số giờ nắng trung bình tháng            | 62                        | 79                        | 120                       | 175                       | 258                       | 278                       | 282                       | 255                       | 180                       | 118                       | 45                        | 36                        | 1.888                     |
| Nguồn 1: Pogoda.ru.net                  |                           |                           |                           |                           |                           |                           |                           |                           |                           |                           |                           |                           |                           |
| Nguồn 2: NOAA (đo nắng, 1961–1990)      |                           |                           |                           |                           |                           |                           |                           |                           |                           |                           |                           |                           |                           |

## Nhân vật nổi tiếng
Nikita Sergeyevich Khrushchyov sinh ra và lớn lên ở đây cho tới khi ông được 14 tuổi.